# NGC 4194
NGC 4194, Medusa-fusionen, är ett par av växelverkande galaxer i stjärnbilden Stora björnen, belägen ca 128 miljoner ljusår (391 Mparsec) från solsystemet. Den upptäcktes den 2 april 1791 av astronomen William Herschel. På grund av sitt störda utseende är den objekt 160 i Halton Arps Atlas of Peculiar Galaxies från 1966.

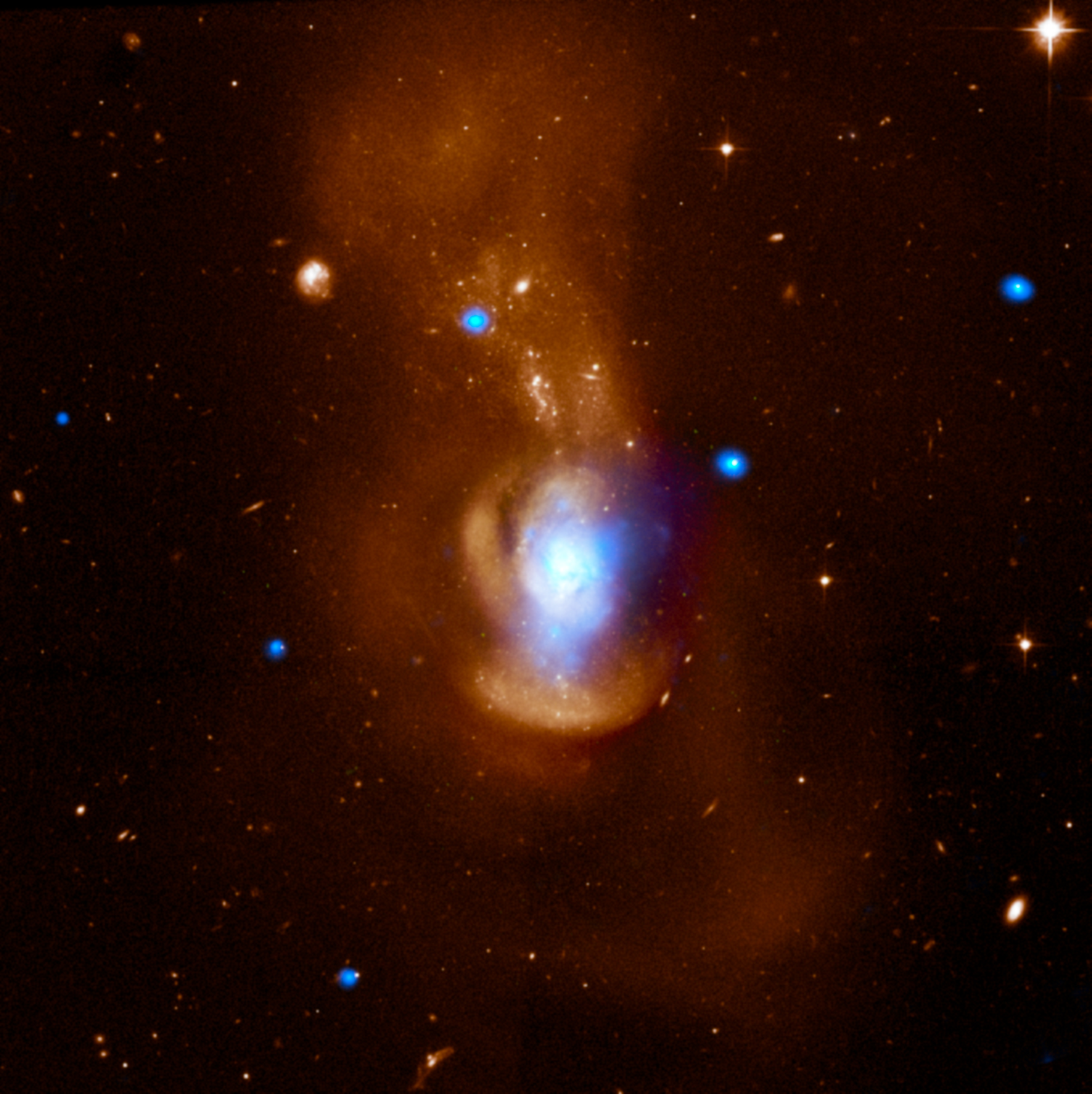
Ett svart hål i Medusas svans

Den morfologiska klassificeringen av NGC 4194 är Imeger, vilket anger en oregelbunden form. Galaxen består av en ljusare central region som sträcker sig över en vinkelstorlek 9 bågsekunder i diameter, med ett tillhörande system av öglor och bågar. Ytterligare material sprids tunt ut till en radie av 75 bågsekunder från den centrala regionen. Det finns en tidvattensvans och regioner som genomgår höga nivåer av stjärnbildning, vilket gör detta till en starburstgalax. Den är en källa för stark infraröd strålning och radioemission. Dessa egenskaper tyder på att NGC 4194 är en galaxfusion i ett sent skede. En region med extrem stjärnbildning, 500 ljusår (150 parsec) bred, finns i mitten av Medusas öga, den centrala gasrika regionen.
Inom 1,2 kparsec (3 900 ljusår) från NGC 4194:s dynamiska centrum sker stjärnbildningen med en takt av 8 solmassor per år. De stjärnbildande regionerna i denna volym är mellan 5 och 9 miljoner år gamla, där de yngsta förekommer i områden med den högsta stjärnbildningstakten. Fram till år 2014 hade ingen galaxkärna noterats baserat på radioemissioner och inte heller respektive kärnor i fusionsgalaxerna. Röntgenemission från ett svart hål i tidvattensvansen observerades dock av Chandra år 2009.